# Boulevard du Nord (Le Raincy)
 (avril 2020).
Le boulevard du Nord est une voie de communication située au Raincy.

## Situation et accès
Le boulevard du Nord commence à l'ouest avec le carrefour d'Arménie, forme un quart de cercle qui rencontre l'allée du Village et l'allée des Bosquets, et se termine au nord de la ville, au croisement de l'allée de Livry et du boulevard de l'Est.
Avec le boulevard de l'Ouest, le boulevard de l'Est et le boulevard du Midi, cette voie de communication encercle le centre historique de la ville.

## Origine du nom
Son nom lui est attribué de par son orientation au nord-est, par rapport aux trois autres boulevards qui entourent Le Raincy.

## Historique

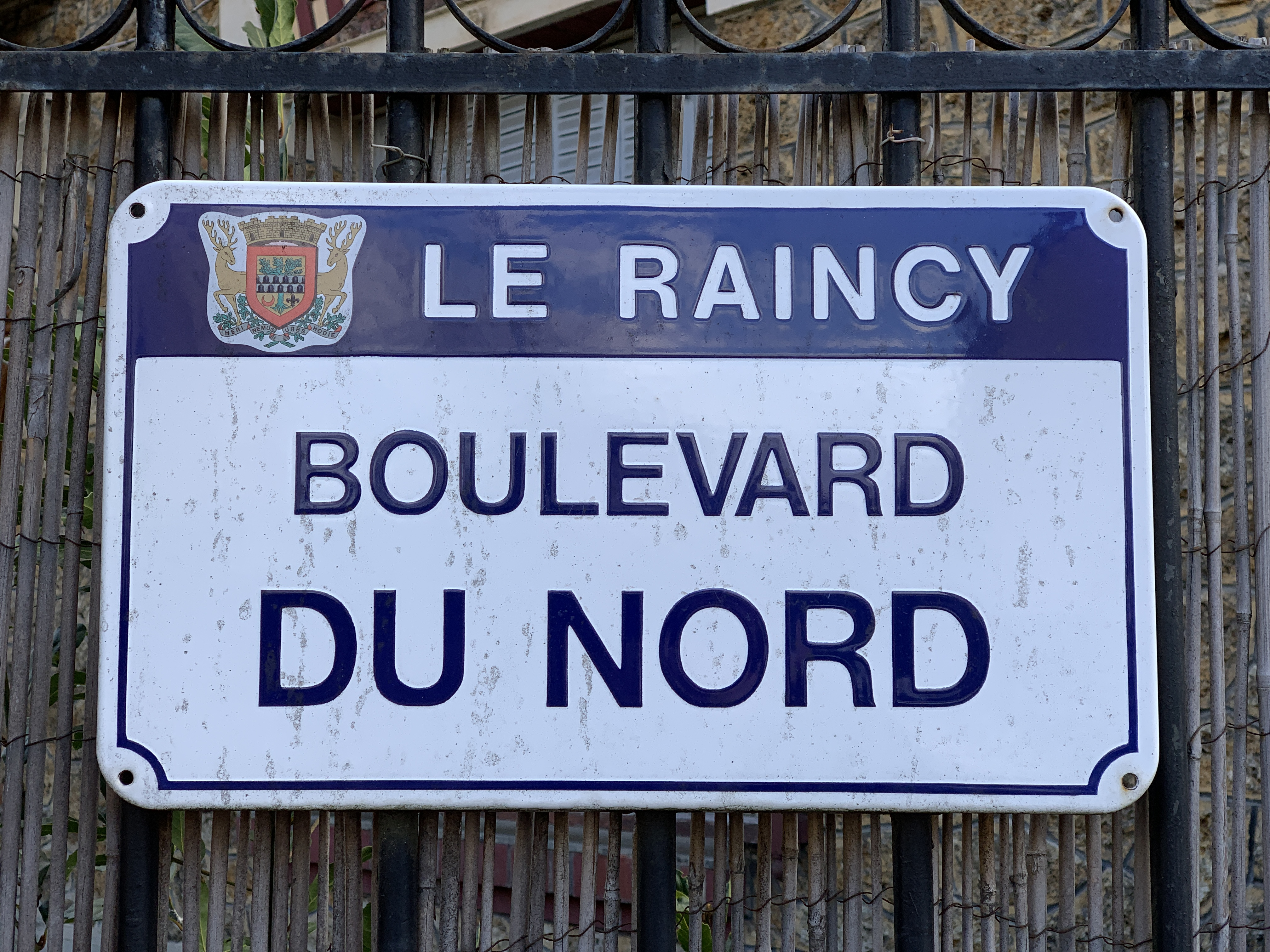
Plaque émaillée, boulevard du Nord.

Ces quatre boulevards enserrant la ville ont été construits sur l'ancien mur d'enceinte du château, qui était percé des portes de Gagny, de Villemomble, de Bondy, de Chelles (rond-point de Montfermeil), et la principale porte : la porte de Livry.
Ils figurent sur les plans du lotissement du parc de ce château, établis vers 1860.

## Bâtiments remarquables et lieux de mémoire
- L'École Tebrotzassère, école franco-arménienne fondée le 1er mai 1879 à Constantinople, et installée à cette adresse en 1928, dans l’ancienne ferronnerie du roi Louis-Philippe[3].
- Ancien couvent des Sœurs de Saint-Vincent-de-Paul, devenu un orphelinat, un hôpital militaire[4], un dispensaire, puis, scindé, le lycée professionnel privé Jeanne La Lorraine[5], qui jouxte l’Institut Médico-Pédagogique Excelsior[6].
- Complexe sportif de la ville[7].
- Ancien atelier de la princesse Adélaïde d'Orléans[8].
- Au no 7, le pavillon de l'Horloge, bâtisse datant du début du XVIIIe siècle[9],[10].